# Wild Indian
Wild Indian es una película de suspenso estadounidense de 2021 escrita y dirigida por Lyle Mitchell Corbine Jr. La película está protagonizada por Michael Greyeyes y Chaske Spencer con Jesse Eisenberg y Kate Bosworth . La película fue apoyada por el Instituto Sundance a través de Writers and Directors Labs .
La película tuvo su estreno mundial en el Festival de Cine de Sundance 2021 el 30 de enero de 2021, y fue estrenada en los Estados Unidos el 3 de septiembre de 2021 por Vertical Entertainment .

## Argumento
La película comienza con una breve escena ambientada en un momento desconocido en el pasado, cuando un nativo americano caza en el bosque. Parece estar sufriendo de viruela y su esposa en casa se está muriendo.
En 1988, un joven ojibwe, Makwa, vive en Wisconsin. Es abusado por su padre en casa y acosado en la escuela, y su único amigo es su primo, Teddo. Makwa se enamora de una chica en la escuela y siente envidia de otro chico, James, que llama la atención de la chica.
TTeddo enseña a Makwa a disparar con un rifle propiedad del padre de Teddo. Un día, después de pelearse con la madre de Makwa, el padre de éste golpea brutalmente a Makwa. Al día siguiente, Makwa se presenta en la escuela muy magullado. Más tarde, esa misma noche, Makwa coge un cuchillo de cocina y se cuela en la habitación de sus padres, y coloca el cuchillo sobre la cabeza de su padre. La madre de Makwa le interrumpe, ajena al cuchillo. Al día siguiente, Makwa sale a disparar con Teddo, y en un momento dado apunta con el rifle a Teddo mientras éste le da la espalda. Baja el rifle y ve a James caminando por el bosque. Makwa apunta tranquilamente el rifle a James y lo mata de un disparo. Teddo, aterrorizado, huye de Makwa e intenta esconderse. Cuando Makwa lo encuentra, convence a Teddo de que si alguien descubre el asesinato de James se meterá en problemas, y convence a Teddo de que le ayude a enterrar el cuerpo de James. Makwa vuelve a su vida, donde sigue siendo acosado. En casa, cuando su padre le ordena airadamente que apague la televisión, Makwa le muerde en la mano. Cuando su padre reacciona, Makwa sale corriendo de la casa, luego vuelve al bosque donde está enterrado el cuerpo de James y orina en el suelo.
En 2019, Makwa vive en California y cambió su nombre a Michael. Es un exitoso hombre de negocios con una esposa blanca llamada Greta y un hijo pequeño llamado Francis. Makwa se ha desprendido de la mayoría de los rastros de su vida anterior de nativo americano en Wisconsin, aunque tiene cuidado de usar su identidad cuando lo ayuda a avanzar profesionalmente. Greta le dice a Makwa que está embarazada de otro hijo y, después de reaccionar con frialdad y vacilación, Makwa le asegura que está feliz por el embarazo. Makwa luego va al mismo club de striptease donde conoció a Greta y le paga a una stripper para que le permita estrangularla.
Mientras tanto, en Wisconsin, Teddo sale de prisión después de haber cumplido una condena de diez años por tráfico de drogas. Ha pasado gran parte de los últimos 30 años entrando y saliendo de la cárcel por delitos relacionados con drogas y agresión física. Se muda con su hermana, Cammy, y su pequeño hijo, Daniel, que nació mientras Teddo estaba en prisión. La madre de Teddo murió durante su sentencia de prisión más reciente y Cammy nunca lo visitó, por lo que se disculpa. Teddo consigue un trabajo como lavaplatos y se une a Daniel. Él le pregunta a Cammy sobre Makwa, quien dice que se mudó a una de las costas y nunca regresó, ni siquiera para los funerales familiares. Teddo recupera dinero y un arma que había escondido antes de la prisión. Él compra un camión, luego se encuentra con la madre de James, Lisa, a quien le confiesa entre lágrimas que se deshizo del cuerpo de James y también le informa que James fue asesinado por Makwa.
Teddo viaja a California y se acerca a Makwa fuera de su edificio de apartamentos. Makwa lleva a Teddo a su apartamento para hablar y mostrarle a Teddo que se ha forjado una nueva vida. Teddo apunta con un arma a Makwa y se niega a aceptar cualquier cosa que Makwa le ofrezca para irse. Teddo le dice a Makwa que confesó sobre la muerte de James, luego le dispara a Makwa en el brazo, pero se encuentra incapaz de apretar el gatillo nuevamente para matar a Makwa. Deja el arma en el mostrador de la cocina y Makwa toma el arma él mismo. Teddo le confirma a Makwa que le dijo a Lisa lo que hizo Makwa, momento en el que Makwa le dispara a Teddo varias veces, matándolo.
La policía interroga a Makwa sobre el tiroteo, y Makwa afirma que fue en defensa propia. El abogado de Makwa le asegura que está legalmente libre de cargos por matar a Teddo, pero le informa que los fiscales de Wisconsin quieren hablar con él sobre el asesinato de James. Makwa viaja a Wisconsin, donde un abogado local le explica que existe una posibilidad real de que Makwa sea acusado del asesinato de James, según los restos humanos recién encontrados y la confesión de Teddo a Lisa. Makwa va a visitar a Lisa, que está postrada en cama en el hospital. Después de actuar inicialmente de manera cordial, Lisa le dice que cree en Teddo y sabe que Makwa mató a James. Makwa intenta desacreditar a Teddo, llamándolo enfermo mental, borracho y criminal, y luego se desahoga sobre cuánto odia a sus compañeros nativos americanos, afirmando que todos los valientes nativos americanos murieron luchando y que la generación actual desciende de cobardes. Makwa apunta con un cuchillo a Lisa y amenaza con matarla si continúa avanzando con la investigación, y Lisa parece ceder ante la amenaza.
Makwa y su abogado local se reúnen con el fiscal, quien le hace algunas preguntas superficiales a Makwa sobre dónde estaba el día del asesinato de James. Makwa dice que no recuerda nada de ese día. Luego, el fiscal dice que las afirmaciones de Teddo no son creíbles en función de sus antecedentes penales y su estado mental, y luego descarta la muerte de James como otro nativo americano desaparecido. Makwa abandona la entrevista pero ve a Cammy en la calle; trata de desviar la mirada, pero Cammy sigue mirándolo, a sabiendas. Antes de subirse a su coche, Makwa saca del bolsillo el casquillo del asesinato de James, que ha guardado todos estos años. Deja caer el casquillo en el suelo, dejándolo atrás en Wisconsin.
De vuelta en California, Makwa recibe su esperado ascenso. Regresa a casa con Greta y le muestra la herida en el brazo por el disparo, que aún no se ha curado. Makwa va solo a la playa y mira las olas. La película vuelve al hombre nativo americano con viruela cuando regresa de la caza. Luego vuelve a Makwa, que se derrumba en la playa, llorando.

## Reparto
- Michael Greyeyes como Makwa ("Michael Peterson")
  - Phoenix Wilson como el joven Makwa
- Chaske Spencer como Teddo
  - Julian Gopal como el joven Teddo
- Jesse Eisenberg como Jerry
- Kate Bosworth como Greta Peterson
- Jenna Leigh Green como Ivy
- Lisa Gromarty como Cammy
- Scott Haze como el padre Daniels
- Joel Michaely como Jonathan
- Sheri Foster Blake como Lisa Wolf
- Colton Knaus como James Wolf

## Lanzamiento
La película tuvo su estreno mundial en el Festival de Cine de Sundance 2021 el 30 de enero de 2021 en la sección de Competencia Dramática de EE . UU. En mayo de 2021, Vertical Entertainment adquirió los derechos de distribución de la película.

## Recepción
El sitio web del agregador de reseñas Rotten Tomatoes encuestó a 65 critics y, clasificando las reseñas como positivas o negativas, evaluó 59 como positivas y 6 como negativas para una calificación del 91%. El consenso del sitio web dice: "Si bien Wild Indian podría haberse beneficiado de un enfoque más profundo de sus temas, se mantiene unido gracias a la hábil dirección de Lyle Mitchell Corbine Jr. y una sólida actuación del líder Michael Greyeyes". En Metacritic, que tomó una muestra de 11 críticos y calculó un promedio ponderado de 74 sobre 100, la película recibió "críticas generalmente favorables".
Variety nombró a Lyle Mitchell Corbine Jr. como uno de los "10 directores a seguir" por su trabajo en la película. Michael Greyeyes fue nominado para el Premio Gotham por Mejor Actuación Principal en los Premios Gotham 2021 . Para los 37th Independent Spirit Awards, Wild Indian recibió cuatro nominaciones en las categorías Mejor Ópera Prima, Mejor Primer Guion, Mejor Protagonista Masculino (Michael Greyeyes) y Mejor Actor de Reparto (Chaske Spencer).